# Stará Bystrica
Stará Bystrica je naseljeno mjesto u okrugu Čadca u Žilinskom kraju u Slovačkoj.

## Stanovništvo
| Godina:     | 1993. | 2003.   | 2013.   | 2023.   |
| ----------- | ----- | ------- | ------- | ------- |
| Broj ljudi: | 2587  | 2667    | 2730    | 2814    |
| Razlika:    |       | +3,09 % | +2,36 % | +3,07 % |

| Godina:     | 2022. | 2023.   |
| ----------- | ----- | ------- |
| Broj ljudi: | 2788  | 2814    |
| Razlika:    |       | +0,93 % |

Prema podatcima o broju stanovnika iz 2023. godine naselje je imalo 2814 stanovnika.

## Vanjske poveznice
|  | Zajednički poslužitelj ima još gradiva o temi Stará Bystrica |

- Službena stranica naselja (sl.)